# Zbliżenia
Zbliżenia - codzienny telewizyjny magazyn informacyjny oddziału terenowego TVP3 Bydgoszcz. Program jest emitowany od 5 września 1994 roku. Główne wydanie „Zbliżeń” emitowane jest o 18:30.
Program przedstawia codziennie najnowsze wieści z miast województwa kujawsko-pomorskiego. Program wspierają dodatkowo redakcje terenowe zlokalizowane w Toruniu (otwarta w lipcu 1996 roku) i Włocławku (otwarta w listopadzie 1997 roku). W ramach „Zbliżeń” nadawana jest również prognoza pogody dla regionu, a po wydaniu wieczornym serwis sportowy.
Wydawcami programu są: Michał Adamski, Aleksandra Ciekot, Daria Kazuła, Mariusz Kluszczyński, Iwona Komisarek, Jarosław Lewandowski, Grażyna Rakowicz, Krystyna Rymaszewska, Agata Chyłka-Wnuk, Joanna Wojno-Wolska, Ewa Lewandowska, Hubert Malinowski oraz Anna Trzcińska, a prezenterami: Michał Adamski, Mariusz Kluszczyński, Jarosław Lewandowski, Błażej Karczmarczyk, Agata Chyłka-Wnuk, Monika Buzalska, Krystyna Rymaszewska, Agata Mielczarek, Olga Taraszka oraz Anna Trzcińska.
W 2007 roku ówczesny szef „Zbliżeń” Tomasz Pietraszak odebrał Grand Prix dla najlepszego programu informacyjnego podczas Przeglądu i Konkursu Programów Regionalnych Oddziałów TVP. W 2013 roku zespół programu „Zbliżenia” otrzymał kolejne Grand Prix w tej samej kategorii.

## Dawne i obecne godziny emisji
- 07:45 – od poniedziałku do piątku (flesz) (do 20 kwietnia 2010)[6]
- 08:30 – od poniedziałku do piątku (flesz) (od 3 kwietnia 2018 do 30 sierpnia 2024)
- 10:00 – sobota (podsumowanie tygodnia) (od 7 marca 2020 do 31 sierpnia 2024)
- 14:30 – codziennie (flesz) (od 3 kwietnia 2018 do 1 września 2024)
- 15:30 – od poniedziałku do piątku (flesz) (od 2 września 2024)
- 16:30 – codziennie (flesz) (od 2 marca 2020 do 1 września 2024)
- 16:30 – od poniedziałku do piątku (flesz) (od 2 września 2024)
- 16:45 – od poniedziałku do piątku (do 20 kwietnia 2010)[6]
- 17:30 – codziennie (od 22 czerwca 2009 do 5 września 2010)[7]
- 18:00 – codziennie (od 6 września 1999 do 21 czerwca 2009)[6]
- 18:10 – codziennie (do 5 września 1999)
- 18:30 – codziennie (od 6 września 2010)
- 21:00 – codziennie (od 3 kwietnia 2018 do 27 października 2019)
- 21:30 – codziennie (od 29 sierpnia 2016 do 2 kwietnia 2018 i od 28 października 2019)
- 21:45 – codziennie (od 1 stycznia 1998 do 30 kwietnia 2013 i od 31 sierpnia 2015 do 28 sierpnia 2016)[6]
- 21:55 – codziennie (od 1 maja do 31 sierpnia 2013)
- 22:00 – codziennie (od 5 września 1994 do 31 grudnia 1997 i od 1 września 2013 do 30 sierpnia 2015)